# Lespesia auriceps
Lespesia auriceps är en tvåvingeart som först beskrevs av Macquart 1843.  Lespesia auriceps ingår i släktet Lespesia och familjen parasitflugor. Inga underarter finns listade i Catalogue of Life.